# ویلیامزتاون (نیوجرسی)
ویلیامزتاون (به انگلیسی: Williamstown) یک منطقهٔ مسکونی در ایالات متحده آمریکا است که در Monroe Township واقع شده‌است. ویلیامزتاون ۱۹٫۲۲۵ کیلومتر مربع مساحت و ۱۵٬۵۶۷ نفر جمعیت دارد و ۴۳ متر بالاتر از سطح دریا واقع شده‌است.